# فيلي تورنر (عداء سريع)
فيلي تورنر (بالإنجليزية: Willie Turner)‏ هو عداء سريع أمريكي، ولد في 14 أكتوبر 1948.